# Musicarello

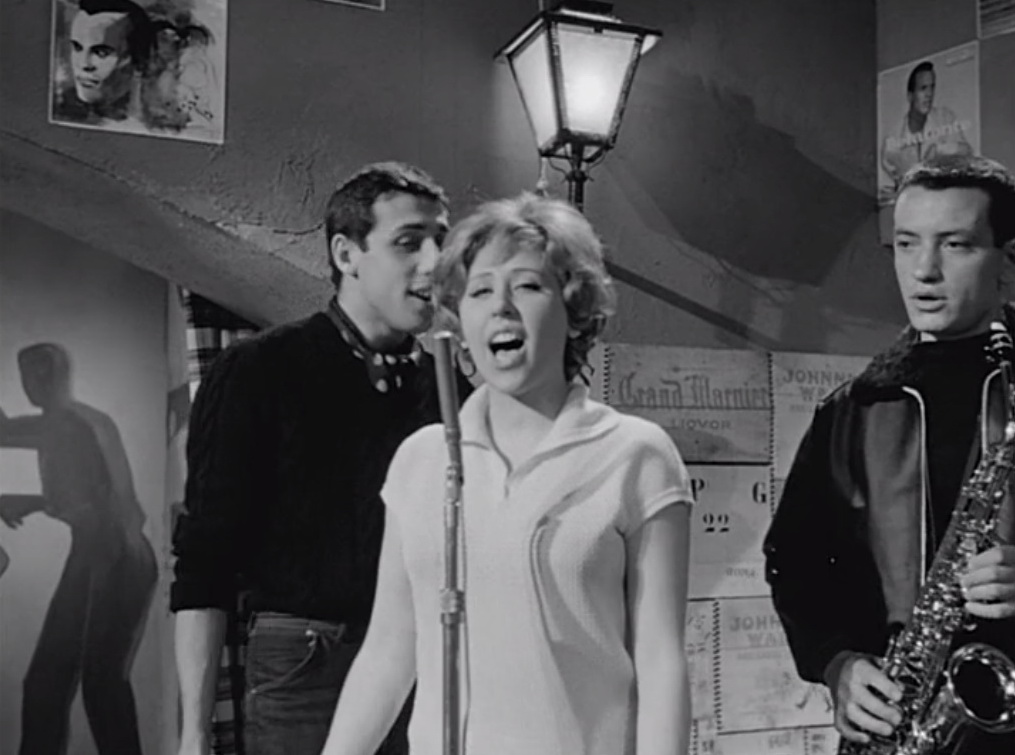
Scenă din filmul Băieții de la tonomat (1959)

Musicarello (plural: musicarelli) este un subgen al filmului muzical care a apărut în Italia și care se caracterizează prin prezența în rolurile principale ale cântăreților tineri, deja celebri printre colegii lor, susținuți de actori comici.

## Istoric
Genul a început în anii cincizeci și a ajuns la apogeu în anii șaizeci. Potrivit criticului de film Stefano Della Casa, numele „musicarello” este o referire la emisiunea italiană de succes televizată Carosello. Filmul de debut al acestui gen este considerat Băieții de la tonomat de Lucio Fulci. În centrul filmului musicarello este o melodie de succes, sau o melodie pe care producătorii sperau să devină un hit, care de obicei, împărtășește titlul cu filmul în sine și are uneori versuri care înfățișează o parte a subiectului filmului. Spre deosebire de majoritatea filmelor muzicale, acest subgen pune un accent evident pe vârstă: în timp ce filmele muzicale au fost produse până la acel moment într-un mod în general nediferențiat pentru gusturi și vârste, musicarello este orientat explicit către un public tânăr și de obicei are în subiectul său o polemică vagă împotriva conformismului și a atitudinilor burgheze. Genul a fost denumit dintr-un amestec curios între fotoromane, comedie tradițională, cântece de succes și cu tentative de trimitere la tensiunile dintre generații.  Numele cheie din acest gen au fost regizorii Piero Vivarelli și Ettore Maria Fizzarotti, și actorii-cântăreți Gianni Morandi, Little Tony, Rita Pavone și Caterina Caselli.
Odată cu începerea protestelor studenților din 1968, interesul pentru acest gen a început să scadă, deoarece revolta generației a devenit explicit politică și, în același timp, nu mai exista o muzică îndreptată în egală măsură pentru întreaga audiență reprezentată de publicul tânăr. Un timp, duoul Al Bano și Romina Power au continuat să se bucure de succes în filmele musicarello, dar filmele lor (ca și cântecele lor) au revenit la melodia tradițională și la filmele muzicale din deceniile anterioare.

## Filmografie selectivă

### Musicarello melodice - stornelli romane și melodici napoletani
- 1949 Canzoni per le strade de Mario Landi - cu Luciano Tajoli, Antonella Lualdi, Ernesto Calindri, Carlo Ninchi
- 1951 Don Lorenzo de Carlo Ludovico Bragaglia - cu Luciano Tajoli, Andrea Checchi, Franco Interlenghi, Rossana Podestà, Dante Maggio
- 1951 Il microfono è vostro de Roberto Bennati - cu Gisella Sofio, Enrico Luzi, Aroldo Tieri, Quartetto Cetra
- 1952 Il romanzo della mia vita de Lionello De Felice - cu Luciano Tajoli, Antonella Lualdi, Giulietta Masina
- 1953 Canzoni, canzoni, canzoni de Domenico Paolella - cu Alberto Sordi, Silvana Pampanini, Antonella Lualdi, Franco Interlenghi
- 1954 Carosello napoletano de Ettore Giannini - cu Paolo Stoppa, Sophia Loren, Giacomo Rondinella, Clelia Matania
- 1955 Canzoni di tutta Italia de Domenico Paolella - cu Rossana Podestà, Marco Vicario, Anna Maria Ferrero, Silvana Pampanini
- 1956 Cantando sotto le stelle de Marino Girolami - cu Johnny Dorelli, Nilla Pizzi, Luciano Tajoli, Rino Salviati, Memmo Carotenuto
- 1957 Sette canzoni per sette sorelle de Marino Girolami - cu Claudio Villa, Lorella De Luca, Lucio Rivelli, Franco Coop
- 1958 Carosello di canzoni de Luigi Capuano - cu Maria Fiore, Wandisa Guida, Raffaele Pisu, Giuseppe Porelli
- 1960 Fontana di Trevi de Carlo Campogalliani - cu Claudio Villa, Maria Grazia Buccella, Carlo Croccolo, Mario Carotenuto
- 1967 Adio Granada! de Marino Girolami - cu Claudio Villa, Raimondo Vianello, Susanna Martin

### Musicarello
- 1959 Cerasella de Raffaello Matarrazzo cu Claudia Mori, Mario Girotti, Luigi De Filippo, Fausto Cigliano
- 1959 Băieții de la tonomat de Lucio Fulci - cu Tony Dallara, Betty Curtis, Fred Buscaglione, Mario Carotenuto, Adriano Celentano
- 1960 Întâlnire la Ischia de Mario Mattoli - cu Domenico Modugno, Maria Letizia Gazzoni, Mina, Antonella Lualdi, Carlo Croccolo
- 1960 Madri pericolose de Domenico Paolella - cu Delia Scala, Mina, Riccardo Garrone, Evi Maltagliati, Ave Ninchi
- 1960 Urlatori alla sbarra de Lucio Fulci - cu Joe Sentieri, Mina, Adriano Celentano, Elke Sommer
- 1960 Sanremo - La grande sfida de Piero Vivarelli - cu Mario Carotenuto, Teddy Reno, Adriano Celentano, Domenico Modugno
- 1960 I Teddy boys della canzone de Domenico Paolella - cu Teddy Reno, Mina, Mario Carotenuto, Tony Dallara, Ave Ninchi, Paolo Panelli, Delia Scala, Little Tony
- 1961 5 marines per 100 ragazze de Mario Mattoli - cu Ugo Tognazzi, Raimondo Vianello, Virna Lisi, Little Tony
- 1961 Mina... fuori la guardia de Armando W. Tamburella - cu Mina, Arturo Testa, Aroldo Tieri, Vittorio Congia, Carlo Croccolo
- 1961 Io bacio... tu baci de Piero Vivarelli - cu Mina, Adriano Celentano, Mario Carotenuto, Umberto Orsini, Carlo Pisacane
- 1962 Appuntamento in Riviera de Mario Mattoli - cu Tony Renis, Mina, Graziella Granata, Francesco Mulè
- 1962 Uno strano tipo de Lucio Fulci - cu Adriano Celentano, Claudia Mori, Erminio Macario, Nino Taranto
- 1963 Canzoni nel mondo de Vittorio Sala - cu Mina, Gilbert Bécaud, Peppino Di Capri, Dean Martin, Melina Mercouri, Marpessa Dawn
- 1963 Urlo contro melodia nel Cantagiro '63 de Arturo Gemmiti - de Enrico Maria Salerno, Luciano Tajoli, Little Tony
- 1964 Questo pazzo, pazzo mondo della canzone de Bruno Corbucci, Giovanni Grimaldi - cu Sandra Mondaini, Aroldo Tieri, Valeria Fabrizi
- 1964 I ragazzi dell'Hully Gully de Marcello Giannini - cu Alicia Brandet, Claudio Privitera, Ave Ninchi, Angela Luce, Carlo Pisacane, Carlo Delle Piane, Carlo Dapporto
- 1964 Una lacrima sul viso de Ettore M. Fizzarotti - cu Bobby Solo, Laura Efrikian, Nino Taranto, Lucy D'Albert
- 1964 Soldati e caporali de Mario Amendola - cu Tony Renis, Gabriele Antonini, Franco Franchi, Ciccio Ingrassia
- 1964 În genunchi mă întorc la tine de Ettore M. Fizzarotti - cu Gianni Morandi, Laura Efrikian, Margaret Lee, Nino Taranto
- 1965 Altissima pressione de Enzo Trapani - cu Dino, Gianni Morandi, Lucio Dalla, Peppino Gagliardi, Lando Fiorini
- 1965 Nu sunt demn de tine de Ettore M. Fizzarotti - cu Gianni Morandi, Laura Efrikian, Nino Taranto, Enrico Viarisio
- 1965 Mi vedrai tornare de Ettore M. Fizzarotti - cu Gianni Morandi, Elisabetta Wu, Nino Taranto
- 1965 Questi pazzi, pazzi italiani de Tullio Piacentini
- 1965 Rita, la figlia americana de Piero Vivarelli - cu Totò, Rita Pavone, Fabrizio Capucci, Lina Volonghi, The Rokes
- 1965 Viale della canzone de Tullio Piacentini - cu Bobby Solo, Edoardo Vianello, Pino Donaggio, Nico Fidenco, Los Marcellos Ferial
- 1965 008 Operazione ritmo de Tullio Piacentini - cu Gianni Morandi, Betty Curtis
- 1966 Rita la zanzara de George Brown (Lina Wertmüller) - cu Rita Pavone, Giancarlo Giannini, Bice Valori, Turi Ferro
- 1966 Perdono de Ettore M. Fizzarotti - cu Caterina Caselli, Fabrizio Moroni, Laura Efrikian, Nino Taranto
- 1966 Se non avessi più te de Ettore M. Fizzarotti - cu Gianni Morandi, Laura Efrikian, Nino Taranto, Enrico Viarisio, Dolores Palumbo
- 1966 Dio, come ti amo! de Miguel Iglesias - cu Gigliola Cinquetti, Mark Damon, Micaela Cendali, Antonio Mayans, Trini Alonso
- 1966 Te lo leggo negli occhi de Camillo Mastrocinque - cu Dino, Agnes Spaak, Nino Taranto
- 1966 Gatto Filippo: Licenza d'incidere de Daniele D'Anza și Pino Zac - cu Gigliola Cinquetti, Peppino Gagliardi, Wilma Goich, Fausto Leali, Georgia Moll, Liana Orfei, Gino Paoli, Iva Zanicchi. Vocile personajelor animate de Carlo Croccolo
- 1967 Inimă nebună... nebună de legat de Mario Amendola - cu Little Tony, Eleonora Brown, Ferruccio Amendola, Lucio Flauto
- 1967 Feldmareșala de Steno - cu Rita Pavone, Francis Blanche, Mario Girotti, Aroldo Tieri
- 1967 Io non protesto, io amo de Ferdinando Baldi - cu Caterina Caselli, Livio Lorenzon, Mario Girotti, Enrico Montesano
- 1967 Little Rita nel West de Ferdinando Baldi - cu Rita Pavone, Terence Hill, Teddy Reno, Gordon Mitchell
- 1967 Marinai in coperta de Bruno Corbucci - cu Little Tony, Sheyla Rosin, Lucio Flauto, Ferruccio Amendola
- 1967 Nel sole de Aldo Grimaldi - cu Al Bano, Romina Power, Linda Christian, Carlo Giordana, Nino Taranto, Franco și Ciccio
- 1967 Non mi dire mai goodbye de Gianfranco Baldanello - cu Tony Renis, Niki, Nino Terzo, Ignazio Leone, Dada Gallotti
- 1967 Non stuzzicate la zanzara de Lina Wertmüller - cu Rita Pavone, Giancarlo Giannini, Giulietta Masina, Romolo Valli
- 1967 I ragazzi di Bandiera Gialla de Mariano Laurenti - cu Gianni Pettenati, Gianni Boncompagni, Lucio Dalla, Patty Pravo
- 1967 Per amore... per magia... de Duccio Tessari - cu Gianni Morandi, Rosemarie Dexter, Mischa Auer
- 1967 Quando dico che ti amo de Giorgio Bianchi - cu Tony Renis, Lola Falana, Alida Chelli, Annarita Spinaci, Enzo Jannacci, Lucio Dalla, Caterina Caselli
- 1967 Ea va râde de Bruno Corbucci - cu Little Tony, Marisa Solinas, Ferruccio Amendola, Oreste Lionello, Anita Sanders
- 1967 Totò yè yè de Daniele D'Anza - cu Totò, Mario Castellani, Didi Perego, Gianni Bonagura, Mina, Patty Pravo, Tony Renis, Ricky Shayne
- 1967 Tutto Totò de Daniele D'Anza - on Totò, Gordon Mitchell, Ubaldo Lay, Mario Castellani, Gianni Morandi
- 1967 Una ragazza tutta d'oro de Mariano Laurenti - cu Iva Zanicchi, Ricky Shayne, Enrico Simonetti
- 1967 Astă seară mă distrez de Ettore M. Fizzarotti - cu Lola Falana, Giancarlo Giannini, Marisa Sannia, Nino Taranto
- 1968 Chimera de Ettore M. Fizzarotti - cu Gianni Morandi, Laura Efrikian, Nino Taranto, Katya Moguy
- 1968 Donne... botte e bersaglieri de Ruggero Deodato - cu Little Tony, Ferruccio Amendola, Janet Agren, Carlo Pisacane
- 1968 Non ti scordar di me de Enzo Battaglia - cu Sergio Leonardi, Caterina Caselli, Teresa Gimpera
- 1968 L'oro del mondo de Aldo Grimaldi - cu Al Bano, Romina Power, Carlo Giordana, Linda Christian, Nino Taranto
- 1968 Peggio per me... meglio per te de Bruno Corbucci - cu Little Tony, Katia Kristina, Gianni Agus, Aldo Puglisi, Maria Pia Conte, Antonella Steni
- 1968 La più bella coppia del mondo de Camillo Mastrocinque - cu Walter Chiari, Paola Quattrini, Aldo Giuffrè, Francesco Mulè
- 1968 Il ragazzo che sorride de Aldo Grimaldi - cu Al Bano, Rocky Roberts, Susanna Martinkova, Riccardo Garrone
- 1968 Soldati e capelloni de Ettore M. Fizzarotti - cu Peppino De Filippo, Lia Zoppelli, Gianni Agus, Valeria Fabrizi
- 1968 Io ti amo de Antonio Margheriti - cu Alberto Lupo, Dalida
- 1968 Vacanze sulla Costa Smeralda de Ruggero Deodato - cu Little Tony, Silvia Dionisio, Ferruccio Amendola, Francesco Mulè, Tamara Baroni
- 1969 Pensando a te de Aldo Grimaldi - cu Al Bano, Romina Power, Nino Taranto, Paolo Villaggio, Francesco Mulè
- 1969 Pensiero d'amore de Mario Amendola - cu Mal, Silvia Dionisio, Angela Luce, Pietro De Vico, Pippo Franco
- 1969 Il suo nome è Donna Rosa de Ettore M. Fizzarotti - cu Al Bano, Romina Power, Dolores Palumbo, Enzo Cannavale
- 1969 Zingara de Mariano Laurenti - cu Bobby Solo, Loretta Goggi, Pippo Franco
- 1969 Zum Zum Zum - La canzone che mi passa per la testa de Bruno Corbucci - cu Little Tony, Isabella Savona, Peppino De Filippo
- 1969 Zum Zum Zum nº 2 de Bruno Corbucci - cu Little Tony, Isabella Savona, Pippo Baudo, Orietta Berti
- 1970 Amore Formula 2 de Mario Amendola - cu Mal, Giacomo Agostini, Lino Banfi, Annabella Incontrera, Tery Hare, Gérard Herter
- 1970 Angeli senza paradiso de Ettore M. Fizzarotti - cu Romina Power, Al Bano, Agostina Belli, Paul Muller, Wolf Fisher
- 1970 Lacrime d'amore de Mario Amendola - cu Mal, Silvia Dionisio, Francesco Mulè, Ferruccio Amendola, Carlo Delle Piane
- 1970 Mezzanotte d'amore de Ettore M. Fizzarotti - cu Albano Carrisi, Romina Power, Nino Taranto, Bice Valori, Paolo Panelli
- 1970 Lady Barbara de Mario Amendola - cu Paola Tedesco, Renato dei Profeti, Carlo Delle Piane, Pietro De Vico, Rosita Toros
- 1970 Lisa dagli occhi blu de Bruno Corbucci - cu Mario Tessuto, Silvia Dionisio, Vittorio Congia, Piero Mazzarella, Mario Carotenuto
- 1970 Quelli belli... siamo noi de Giorgio Mariuzzo - cu Maurizio Arcieri, Orchidea De Santis, Lino Banfi, Carlo Dapporto, Loredana Bertè, Isabella Biagini
- 1970 Terzo canale - Avventura a Montecarlo de Giulio Paradisi - cu Gabriella Giorgelli, Mal, New Trolls, I Ricchi e Poveri
- 1970 W le donne de Aldo Grimaldi - cu Little Tony, Luciano Fineschi, Pippo Franco, Pippo Baudo
- 1975 Piange... il telefono de Lucio De Caro - cu Domenico Modugno, Francesca Guadagno, Marie Yvonne Danaud, Claudio Lippi